# Kanonerna på Navarone
Kanonerna på Navarone (The Guns of Navarone 1957) är en roman av Alistair MacLean.

## Adaption
Boken blev filmen Kanonerna på Navarone (film) (1961).